# Johanne Christine Harboe
Johanne Christine Harboe, født de Falsen (4. november 1763 i Kolding – 9. marts 1843) var en dansk forfatterinde.
Hun var datter af generalkrigskommissær Johan Eskild de Falsen og Sophie Amalie født de Falsen; gift med oberstløjtnant ved det holstenske rytteri Julius Christian Harboe, som var bosat i Haderslev (1757-1813, bror til Frederik Harboe). Hun udgav i 1780'erne to lystspil: Juliane oder die Belohnung der Tugend og Allzuviel an einem Tage samt Moralisches Allerlei. Hun døde som enke (i Haderslev?) 9. marts 1843.